# Срірасмі

Мом Срірасмі Махідол (тай. พระเจ้าวรวงศ์เธอ พระองค์เจ้าศรีรัศมิ์ พระวรชายาฯ), уроджена — Срірасмі Акхарапхонгприча; нар. 9 грудня 1971, провінція Самутсонгкхрам, Таїланд) — принцесса Таїланду (до 2014 року), дружина принца і спадкоємця престолу Маха Вачиралонгкорна з 2001 року по грудень 2014 року.

## Біографія
Народилася 9 грудня 1971 року в провінції Самутсонгкхрам, була третьою дитиною в сім'ї Афірута і Уонтани Ахарафонгрича. Сім'я мала скромний достаток та у Срірасмі було ще чотири брата. Навчалася у бізнес-коледжі в Бангкоку і в 1993 році у віці 22 років поступила на службу до наслідного принца у ролі палацової фрейліни. У 1997 році вступила у Відкритий університет Сукхотай Тамматхират і в 2002 році закінчила зі ступенем бакалавра в галузі управління бізнесом. Принц Вачхіралонгкон, за тайською традицією, особисто вручав їй диплом. У 2007 році отримала ступінь магістра в галузі домашньої економіки в університеті Касетсарт.

### Принцеса Таїланду
10 лютого 2001 року на приватній церемонії в палаці Нонтхабурі, що є власністю спадкоємця престолу, Срірасмі вийшла заміж за принца Маху Вачхіралонгкона. Громадськість була повідомлена про цю подію лише через деякий час. Принц, раніше двічі одружений і має дітей від попередніх дружин, заявив про свій намір стати розсудливим, сказавши, що «мені 50 років, і я вважаю, що повинен мати повноцінну сім'ю» (при цьому Срірасмі була майже на двадцять років молодшою за чоловіка).
14 лютого 2005 року було оголошено про вагітність Срірасмі. 29 квітня 2005 року в лікарні Сірірадж шляхом кесаревого розтину у неї народився син — Дипангкорн Расмичоти, принц Таїландський, що став спадкоємцем свого батька.
В подяку за народження онука, король Пхуміпон Адульядет присвоїв їй титул «принцеса Таїланду» і офіційне звернення «Її Королівська Високість», як до дружини наслідного принца. 17 червня 2005 року в Тронному залі Анантасамаком в Бангкоку відбулася королівська церемонія з нагоди першого місяця від дня народження дитини. Срірасмі стала ініціатором кампанії «Любов і турбота від матері до дітей» («Sai Yai Rak Jak Mae Су Luk»), що пропагує грудне вигодовування. Під час цієї кампанії були використані фотографії її сина.
У 2014 році принц Маха Вачхіралонгкон позбавив родичів дружини права іменуватися членами королівської сім'ї; діяльність деяких з них стала предметом кримінального розслідування. В грудні 2014 року принцеса Срірасмі добровільно відмовилася від королівського титулу, Срірасмі та Вачхіралонгкон офіційно розлучилися. 
Родичів принцеси Срірасмі Акхарапхонгприча позбавили почесних звань і титулів через те, що деякі з них виявилися втягнутими в корупційні скандали. Батьки колишньої принцеси визнані винними у наклепі на адресу королівської сім'ї і засуджені до 2,5 років позбавлення волі. Троє її братів було засуджені до 5,5 років ув'язнення. Сама Срірасмі залишається під домашнім арештом (станом на червень 2017), її примусили побрити голову та одягати лише біле. Японський журналіст порівняв її з черницею. 